# Kornélia Mészáros
Kornélia Mészáros, coniugata Szlavikné (Makó, 26 gennaio 1974), è un'ex cestista ungherese.

## Carriera
Con l'Ungheria ha disputato i Campionati europei del 1993 e i Campionati mondiali del 1998.